# GJ 1214 b

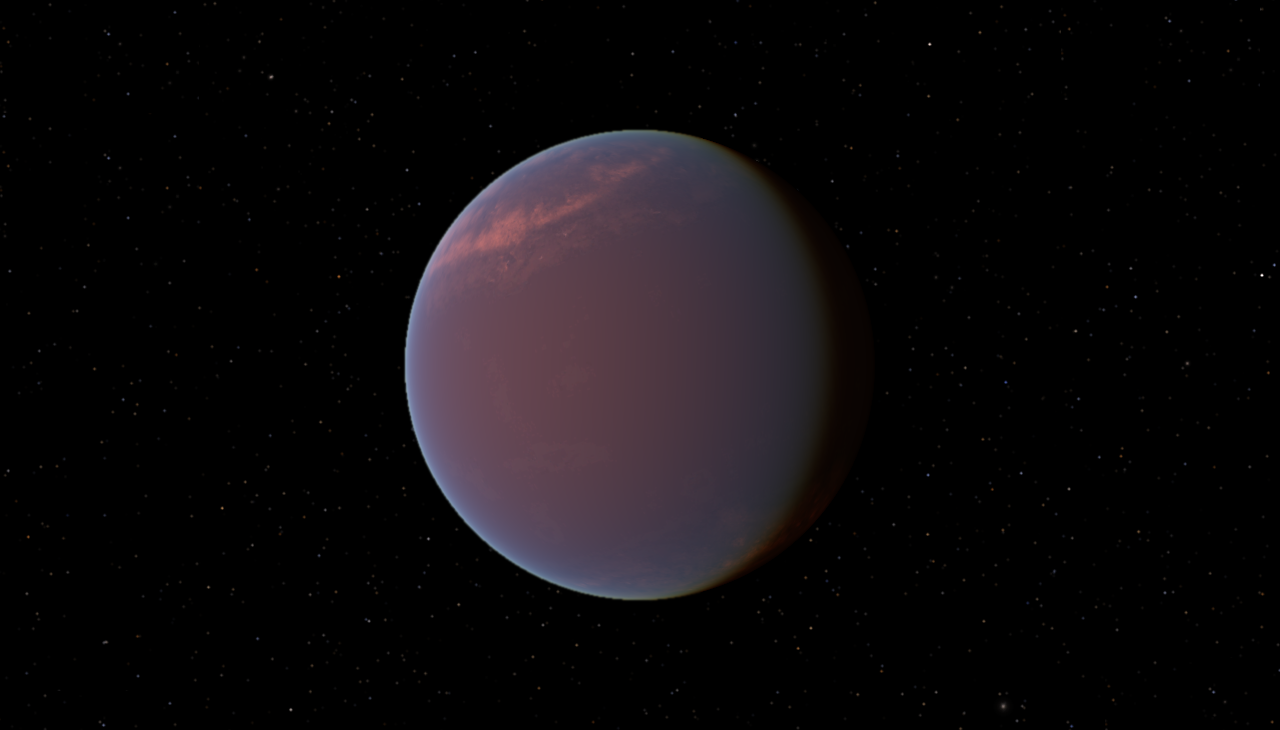
Desen imaginar al planetei GJ 1214 b

GJ 1214 b ( numit si Gliese 1214 b) este un Super-pământ extrasolar descoperit în 2009 orbitând in jurul stelei GJ 1214, la o distanță de 13 parseci sau aproximativ 42 ani-lumină față de Soare, în constelația Ofiucius.Ea  este un super-Pământ, pentru că este mai mare decât Pământul, dar are o masă și rază semnificativ mai mici decât cele ale gigantilor de gaz din Sistemul Solar. Este a doua planetă extrasolară (după CoRoT-7b) descoperită a avea o masă și o rază mai mică decât giganții de gaz din sistemul nostru solar. Este de asemenea importanta deoarece steaua-mamă este relativ aproape de Soare și pentru că trece prin fata stelei poate fi studiata cu folosind tehnologii spectroscopice.

## Detectare
GJ 1214 b fost detectată pentru prima dată de Proiectul MEarth, care caută picături mici de luminozitate care poate apărea atunci când o planetă care orbitează trece pe scurt în fața stelei sale părinte. La începutul anului 2009, astronomii care rulează proiectul au observat că steaua GJ 1214 a aparut pentru a arata picături de luminozitate de acest gen. Apoi au observat steaua mai îndeaproape și a confirmat faptul că aceasta estompat cu aproximativ 1,5% la fiecare 1.58 zile

## Detalii
Are o temperatură de aproximativ 393–555 K (120–282 °C sau 248–540 °F)
Raza planetei GJ 1214 b poate fi dedusă din cantitatea de reglare a intensității luminoase observata când planeta trece prin fata stelei sale părinte așa cum se vede de pe Pamant. Masa planetei poate fi dedusă din observațiile sensibile ale vitezei radiale steaua-mamă, măsurată prin schimbări mici în linii spectrale stelare din cauza efectului Doppler.
Având în vedere masa planetei și densitatea sa poate fi calculată. Printr-o comparație cu modele teoretice, densitatea la rândul său, oferă informații limitate, dar extrem de utile despre compoziția și structura planetei.
Pe această bază sa sugerat faptul că GJ 1214b dispune de un plic destul de gros gazos. Este posibil să se propună structuri de asumarea diferite compozitii ghidate de scenarii pentru formarea și evoluția planetei.
GJ 1214 b ar putea fi o planetă stâncoasă, cu o atmosferă degazată bogate în hidrogen un mini-Neptun sau o planetă ocean. [9] Dacă este o lume de apă ar putea fi, eventual, gândit ca o versiune mai mare și mai tare a lunii Gallileo a lui Jupiter
Masa și radiația planetei sunt datorită faptului că este o planeta oceanică, compusă din 75% apa și 25% rocă, posibil acoperită de un amestec de hidrogen și heliu, atmosfera având masa de 0.05 % din cea a planetei.